# 王玉西
王玉西（1928年5月—2009年3月28日），男，河北成安人，中国作曲家，曾任中国音乐家协会常务理事，河北省文联副主席，河北省音乐家协会主席。